# Dorothée-Marie de Salm
Dorothée-Marie de Salm (1651-1702), est une princesse allemande, abbesse de l'abbaye impériale immédiate de Remiremont dans le duché de Lorraine qui fait alors partie du Saint-Empire romain germanique.

## Biographie
Dorothée Marie de Salm est la fille du prince Leopold Philipp Karl de Salm et de la comtesse Maria Anna von Bronckhorst-Batenburg, héritière d'Anholt. 
Dès son enfance, elle est élue coadjutrice , avec le droit de succéder à l'abbesse existante, Anne Marie Thérèse de Lorraine. Elle est choisie par dispense du pape, bien qu'elle n'ait pas atteint l'âge électif de 25 ans. L'abbesse de l'époque est également enfant, et Remiremont est gouvernée par la Dame Doyenne, Hélène d'Anglure, et Dame Sonière Bernarde de Cléron de Saffre (fl. 1704). A la mort d'Anne Marie Thérèse de Lorraine en 1661, Dorothée Marie lui succède, avec le même gouvernement tutélaire. Hélène d'Anglure meurt en 1666, mais son successeur en tant que Dame Doyenne, Bernarde de Cléron de Saffre, refuse de démissionner de sa régence à Dorothea Maria. En 1677, Dorothée Marie s'installe au château de Neuviller-sur-Moselle à trois jours de Remiremont et s'engage dans un conflit de longue durée au sujet de ses droits de gouverner cette ville. En 1691, les deux parties comparaissent devant le monarque français qui joue le rôle de médiateur. Dorothée Marie nomme sa sœur Christina de Salm comme "commandant en second" en 1700, et Christina est donc nommée régente à Remiremont pendant la minorité de Béatrice Hiéronyme de Lorraine en 1702-1711.